# Geranomyia immobilis
Geranomyia immobilis är en tvåvingeart som först beskrevs av Alexander 1932.  Geranomyia immobilis ingår i släktet Geranomyia och familjen småharkrankar. Inga underarter finns listade i Catalogue of Life.